# Оборін
Оборін (словац. Oborín, угор. Abara) — село, громада в окрузі Михайлівці, Кошицький край, Словаччина. Кадастрова площа громади — 43,78 км². Село розташоване на висоті 104 м над рівнем моря. Населення — 700 осіб.
Вперше згадується 1221 року.

## Населення
| Рік:            | 1994. | 2004.   | 2014.   | 2024.   |
| --------------- | ----- | ------- | ------- | ------- |
| Кількість осіб: | 657   | 710     | 728     | 687     |
| Різниця:        |       | +8,06 % | +2,53 % | -5,63 % |

| Рік:            | 2023. | 2024.   |
| --------------- | ----- | ------- |
| Кількість осіб: | 676   | 687     |
| Різниця:        |       | +1,62 % |